# هيئة الابتكار الإسرائيلية
هيئة الابتكار الإسرائيلية المعروفة سابقا باسم مكتب كبير العلماء ( (بالعبرية: לשכת המדען הראשי‏)   وزارة الاقتصاد الإسرائيلية هي ذراع الدعم للحكومة الإسرائيلية المكلفة بتعزيز تطوير البحث والتطوير الصناعي داخل دولة إسرائيل. تم تعريف مهمة السلطة  من خلال «قانون تشجيع البحث الصناعي والتنمية 1984» (قانون البحث والتطوير) ، ويتم تسهيل عملياتها من خلال صندوق البحث والتطوير الإسرائيلي، بالإضافة إلى مجموعة متنوعة من البرامج الدولية والاتفاقيات والتعاون. وتتمثل مهمتها في المساعدة في تقدم صناعات العلوم والتكنولوجيا القائمة على المعرفة في إسرائيل من أجل تشجيع الابتكار وريادة الأعمال مع حفز النمو الاقتصادي.

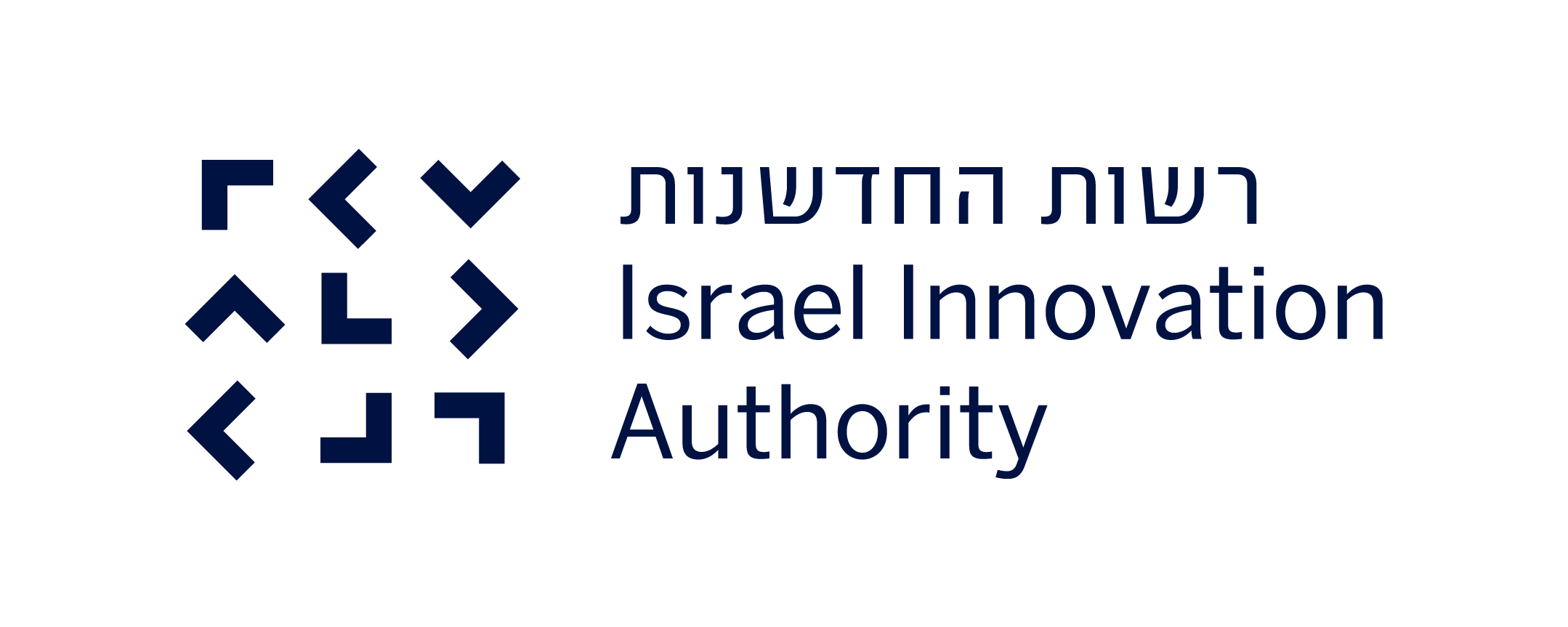
سلطة الابتكار الإسرائيلية

تخضع الجوانب القانونية للاتفاقات التي قد تشمل تمويل البحث والتطوير، وكذلك حقوق الامتياز، للإطار التنظيمي للهيئة.

## خلفية
تأسس مكتب كبير العلماء في عام 1965. تم تغيير اسمها إلى سلطة الابتكار الإسرائيلية في عام 2016. الهدف الرئيسي للقسم  هو زيادة التمكين الاقتصادي داخل القطاع المدني للاقتصاد الإسرائيلي. تشمل الأنشطة الرئيسية تمويل البحوث وصنع السياسات في مجال نفوذها. تم تعزيز تطوير وبروز OCS  بشكل أكبر من خلال تطوير صناعة Venture Capital داخل إسرائيل في التسعينيات.

## الهيكل التنظيمي
تدير الهيئة ثلاثة أطر متميزة. صندوق البحث والتطوير  (تمورا) ،  برنامج حاضنة  وبرنامج المغناطيس. تعتبر OCS مسؤولة عن إدارة Iserd  ضمن إطار الاتحاد الأوروبي بالإضافة إلى ماتيموب،  التي تحكم شراكات الاتفاقيات الدولية في الولايات المتحدة الأمريكية وكندا وبقية العالم. أنشئ برنامج ماجنيت في عام 1994 ، ويدير الشراكة بين برامج البحث والتطوير الأكاديمية والتجارية. تشمل الأنشطة المهمة تسهيل نقل المعرفة بين الأوساط الأكاديمية وشركات البحث والتطوير التجارية. تحت رعاية برنامج المغناطيس،  تم تأسيس برنامج نوفار  لتقديم الدعم والتمويل في مجال التكنولوجيا الحيوية والتكنولوجيا النانوية وتطوير المعدات الطبية .

## برامج الحاضنة
هناك 24 حاضنة  في إسرائيل تمولها السلطة، مع 22 حاضنة في مجال التكنولوجيا. يتم تشغيل جميع برامج الحاضنة كمنح يتم سدادها للهيئة عند الانتهاء بنجاح من المشروع. يستمر كل مشروع في برنامج الحاضنة لمدة تصل إلى عامين. يتم سداد المنح للحكومة الإسرائيلية بمعدل 3-5٪ من الإتاوات من الإيرادات.

## برامج الدعم
توفر مجموعة متنوعة من برامج الدعم المستمرة التي تقدمها السلطة موارد مالية وإنمائية لأصحاب المشاريع والشركات من جميع الأحجام والمراحل التي تجري فيها الأبحاث والتطوير الصناعي داخل إسرائيل. تشمل الصناديق وبرامج الدعم الأخرى ما يلي: «صندوق حزني سيد» ،  برنامج تنوفا، برنامج ماجنيتون وبرنامج نوفار.

## قائمة كبار العلماء
فيما يلي قائمة بكبار العلماء في وزارة الاقتصاد (يشار إليها سابقًا باسم وزارة الصناعة والتجارة والعمل أو وزارة الصناعة والتجارة). 
| اسم                              | مصطلح       |
| -------------------------------- | ----------- |
| البروفيسور (العميد) يتسحاق يعقوب | 1969-1977   |
| البروفيسور آري لافي              | 1977-1983   |
| يغئال إرليش                      | 1984-1992   |
| الدكتور يهوشوا (شوكي) جليتمان    | 1993-1996   |
| د. أورنا بيري                    | 1997-2000   |
| الكرمل فيرنيا                    | 2000-2002   |
| الدكتور ايلي اوبر                | 2002-2010   |
| آفي حسون                         | 2011-2016   |
| أهارون أهارون                    | 2016-الحاضر |

## روابط خارجية
- سلطة الابتكار الإسرائيلية (الإنجليزية)
- سلطة الابتكار الإسرائيلية (باللغة العبرية)